# Chó Phốc sóc
Chó Phốc sóc (Pomeranian gọi tắt là Pom) là một giống chó cảnh cỡ nhỏ, có ngoại hình xinh xắn, có nguồn gốc từ châu Âu, chúng nổi tiếng và được ưa chuộng bởi ngoại hình bắt mắt của mình. Với tiếng sủa vang rền, dai dẳng không dứt và có khả năng cảnh giác cao độ, những con chó này có thể trở thành chó trông nhà tốt. Những ưu điểm khác của giống chó Pom là lanh lợi và có thể biểu diễn được những kĩ xảo nhỏ trong điều kiện được luyện tập. Chúng có khuyết điểm rất xấu đó là sức khoẻ kém. Có thể dẫn đến những căn bệnh pravovirus và carre gây tử vong. Đặc biệt là ở chó con.

## Tổng quan
Chó Pom( viết tắt tên khoa học : Pomeranian ) được lấy tên từ địa danh Pomerania là vùng đất ở Trung Âu ngày xưa, ứng với miền Tây Bắc Ba Lan và Đông Bắc Đức ngày nay và nguồn gốc của chúng là từ giống chó Spitz cổ. Lúc đầu, những con chó Pom to hơn hiện nay nhiều với cân nặng có khi lên đến khoảng 13 kg và hay được giao cho nhiệm vụ chăn cừu. Vào năm 1988, Nữ hoàng Victoria đã nhân giống loài chó này và chính bà đã khiến kích thước của chúng nhỏ lại và nhờ thế chúng bắt đầu trở nên rất phổ biến ở nước Anh.

## Đặc điểm

### Ngoại hình
Chó Pom là giống chó cỡ nhỏ, kích thước chỉ cỡ bằng một món đồ chơi. Chiều cao từ 7-12 inches (18–30 cm), trọng lượng từ 3-7 pounds (1–3 kg), chúng có cái đầu hình nêm và rất cân xứng với cơ thể, một số con có gương mặt giống như loài cáo, một số con khác lại giống như búp bê. Đôi mắt chúng hình quả hạnh nhân, to vừa phải và có màu sẫm, trông rất sáng và thể hiện rõ sự lanh lợi và thông minh. Tai chó Phốc sóc nhỏ nhắn, nhọn dựng thẳng trên đầu, hàm răng hình kéo và cái mũi be bé sẽ cùng màu với bộ lông. Chúng có cái đuôi xù, trông rất mềm mại và uốn cong lên lưng. Giống chó này cũng có bộ lông kép dày với lớp ngoài dài, thẳng và hơi cứng còn lớp trong thì ngắn, mềm và dày. Lớp lông ở vùng cổ và ngực chúng sẽ dài hơn. Nhìn chung trông chúng nhỏ nhắn xinh xắn, ấm áp và mềm mại. Màu lông của chúng cũng khá đa dạng: có thể là màu đỏ, cam, kem, trắng, xanh, nâu, đen...

### Thể chất
Chó Pom cũng thuộc một giống chó khó tính trong việc ăn uống, chúng khá kén ăn. Chó Pom rất hay bị rụng lông (lớp ngoài) và lớp lông mềm ở dưới của chó Pom sẽ rụng một đến hai lần một năm. Chó Pom có xu hướng bị trật xương khớp gối, khuỷu chân sau, bệnh tim, viêm nhiễm mắt, dễ bị nghẹt mũi hoặc nước vô mũi khi uống nước, sâu răng và bị rụng răng sớm. Nên cho chó Pom ăn thức ăn khô dành cho chó và xương sữa cứng giòn để có thể giúp răng và lợi chúng khỏe hơn. Những con chó Pom mẹ có kích cỡ nhỏ thường được cho sinh mổ. Và giống chó này khi về già cũng có thể phải đối mặt với vấn đề rụng lông và hói. Tuy nhiên, vì lớp lông xù dày nên chủ nuôi cũng cần phải cẩn thận để tránh chúng bị quá nóng. Thường xuyên chải lông cho những chú chó Pom vì chúng có bộ lông hai lớp rất dày và nên dùng dầu gội khô khi cần thiết.

## Tính nết
Chó Pom tuy nhỏ bé nhưng tính cách thật sự rất sôi nổi và sống động. Chúng thông minh và trung thành, tò mò và hiếu động. Tuy tinh nghịch, nhưng bản tính của chó Pom lại khá dễ bảo và tình cảm, chính vì thế, chúng có thể là người bạn đồng hành, cũng có thể là một diễn viên xiếc tài năng. Chó Pom cũng khá độc lập, thuộc kiểu nhí nhảnh tự chơi tự vui nên đây là giống chó ít cần đồ chơi. Nên huấn luyện ngay từ đầu, để tránh chúng sủa dai dẳng không dứt. Nếu được dạy dỗ chu đáo thì giống chó này không hề gặp rắc rối gì trong việc hòa thuận với các vật nuôi khác trong nhà. Chúng khá thân thiện nhưng không bám dính chủ nhân, chúng là loại chó bầu bạn tốt với người cao tuổi.
Giống chó này bị xếp vào một trong những giống chó dễ mắc Hội chứng chó nhỏ (Small Dog Syndrome) đây là hội chứng mà những chú cún nhỏ xinh xắn sẽ rất khó chiều, hay yêu sách và nghĩ rằng mình mới là chủ của con người. Khi chó Pom đã mắc hội chứng này rồi thì không còn là dễ thương hay thông minh mà dẫn đến những vấn đề vô cùng lớn, những dấu hiệu mắc bệnh đầu tiên khi khi hành vi của chúng đã bị ảnh hưởng quá nhiều và có những đặc tính không hề thuộc về giống chó Pom xuất hiện như rất khó tính, đôi khi lại hay lo lắng, bướng bỉnh, liều lĩnh và dám cả gan tấn công cả những chú chó lớn hơn.

## Điều kiện sống
Chó Pom có thể thích nghi vô cùng tốt với cuộc sống trong những căn hộ không có sân vì ở trong nhà chúng cũng có thể rất vui vẻ và sống động. Hoạt động Thể Chất Phù Hợp Như hầu hết các giống chó khác, chó Pom cũng cần được dẫn đi bộ hằng ngày. Dù chơi đùa cũng đã có thể là những bài tập thể dục khá tốt cho giống chó này, nhưng bản năng của chúng vẫn là đi bộ, nếu không thì sẽ dễ gặp những bệnh về hành vi và cách cư xử. Nên dẫn chúng đến những nơi rộng rãi, thoáng mát để chúng có thể tự do và thả lỏng bản thân một chút.